# Șieu-Măgheruș
Șieu-Măgheruș é uma comuna romena localizada no distrito de Bistrița-Năsăud, na região histórica da Transilvânia. A comuna possui uma área de 59.89 km² e sua população era de 4129 habitantes segundo o censo de 2007.